# Август Лудвиг (Анхалт-Кьотен)
Август Лудвиг фон Анхалт-Кьотен (на немски: August Ludwig von Anhalt-Köthen; * 9 юни 1697 в Кьотен; † 6 август 1755 в Кьотен) от род Аскани е управляващ княз на Анхалт-Кьотен (1728–1755).
Той е третият син на княз Емануел Лебрехт фон Анхалт-Кьотен (1671–1704) и (морганатичен брак) съпругата му Гизела Агнес фон Рат (1669-1740). Брат е на княз Леополд (1694–1728). През 1698 г. той, брат му и сестрите му официално са признати от князете на Анхалт и 1699 г. от императора. Император Леополд I издига майка му Гизела Агнес през 1694 г. на имперска графиня на Нинбург.
През януари 1722 г. Август Лудвиг се жени за пръв път (морганатичен брак) за Агнес Вилхелмина фон Вутенау (1700–1725), която през 1721 г. е издигната на графиня фон Вармсдорф. През януари 1726 г. той се жени втори път за графиня Емилия фон Промниц (1708–1732), дъщеря на граф Ердман II и Анна Мария, дъщеря на херцог Йохан Адолф I фон Саксония-Вайсенфелс. През ноември 1732 г. той се жени трети път за графиня Анна фон Промниц (1711–1750), сестрата на втората му съпруга.
През 1728 г. Август Лудвиг последва умрелия си брат княз Леополд и неговия умрял единствен син, като княз на Анхалт-Кьотен. Следват правни конфликти с вдовицата на брат му Леополд, втората му съпруга Шарлота Фридерика фон Насау-Зиген (1702–1785), и дъщерята на Леополд от първия му брак, Гизела Агнес (1722–1751), които искат наследството си. Княжеската фамилия трябва да плаща до смъртта на вдовицата през 1785 г. общо 200 000 имперски талера. Гизела Агнес трябва да получи собствености за 335 000 имперски талера, което води до големи финансови проблеми.
Княз Август Лудвиг умира 1755 г. на 58 години и е погребан в княжеската гробница в църквата Св.-Якоб в Кьотен.

## Деца
От първия му брак от 1722 г. с Агнес Вилхелмина фон Вутенау, графиня фон Вармсдорф (1700 – 1725) княз Август Лудвиг има децата:
- Гизела Хенриета (1722 – 1728)
- Агнес Леополдина (1724 – 1766)

От втория му брак от 1726 г. с графиня Емилия фон Промниц (1708 – 1732) той има децата:
- Христиана Анна Агнес (1726 – 1790)

∞ 1742 граф Хайнрих Ернст фон Щолберг-Вернигероде (1716 – 1778)
- Фридрих Август (1727 – 1729)
- Йохана Вилхелмина (1728 – 1786)

∞ 1749 княз Фридрих цу Каролат-Бойтен (1716 – 1791)
- Карл Георг Лебрехт (1730 – 1789), княз на Анхалт-Кьотен

∞ 1763 принцеса Луиза фон Шлезвиг-Холщайн-Глюксбург (1749 – 1812)
- Фридрих Ердман (1731 – 1797), княз на Анхалт-Кьотен-Плес

∞ 1766 графиня Луиза цу Щолберг-Вернигероде (1744 – 1784)
От третия му брак от 1732 г. с графиня Анна фон Промниц (1711 – 1750) той има децата:
- Шарлота София (1733 – 1770)
- Мария Магдалена (1735 – 1783)